# Српска народна одбрана (емиграција)
Српска народна одбрана (СНО) је покрет Срба у дијаспори са седиштем у Чикагу, Сједињене Америчке Државе.

## Историја

### Оснивање и Први светски рат
Од стварања 1908. године у Београду, Народна одбрана окупљала је српску елиту. Њен први председник био је ђенерал Божидар Божа Јанковић, ослободилац Косова после Балканских ратова, а ту су били председник београдске општине, ђенерал Степа Степановић, књижевник Бранислав Нушић, који је и дао име Народној одбрани и многи други национални прваци. Чланство је бројало на стотине хиљада национално свесних српских патриота. У Америци, такође. Оснивачи су били Амерички Срби а први председник био је славни српски научник проф. др. Михајло Пупин. Потом се том националном раду прикључио славни песник и дипломата Јован Дучић, и до данас ову организацију Срба Америке воде часни и национални прваци.
СНД у Америци је основао Михајло Пупин 1914. године у Њујорку, у јеку антисрпских тензија које су довеле до Првог светског рата. Убрзо након оснивања, 83 филијале су се појавиле широм Сједињених Држава и почеле да помажу у ратним напорима Краљевину Србију. Од 1914. до 1917. СНД је прикупио око пола милиона долара за Србе на Балкану и регрутовао 17.000 америчких Срба добровољаца да се боре на Солунском фронту.

### Други светски рат
До 1941. године, седиште СНО-а је премештено у Чикаго, Илиноис, под вођством Михаила Дучића, а активности и утицај организације опадају. Доласком Михаиловог брата Јована Дучића, цењеног песника/дипломате, поново је оживео Српски савет народне одбране. Током Другог светског рата, СНО је била у великој мери ангажована на прикупљању средстава за помоћ Србима и подршци Краљевској југословенској војсци која је током отпора била под командом генерала Драгољуба Михаиловића, постављеног од тадашње Југословенске влада у егзилу.

### После Другог светског рата
После Другог светског рата, про-титовска америчка влада према закону ФАРА, започела је интензивну истрагу свих српских националистичких организација у САД, првенствено СНО, и наставила је до 1947. године.
СНО се блиско ангажовао са новим српским емигрантским групама које су се формирале на Средњем западу Сједињених Држава и именовао је војводу Момчила Ђујића са седиштем у Чикагу за повереника те организације 1949. године.
Године 1951. основана су огранка Српског народног савета за одбрану у Хамилтону, Канада, под називом Српско друштво за национални штит Канаде и Сиднеју за Аустралију.
Током 1960, 1963, 1971 СНД је организовала демонстрације против рећима Ј.Б.Тита и против комунизма у Југославији.
1966, године купљен је Дом СНО у Норт улици
1977. године се десило политичко убиство Драгише Кашиковића, једног од уредника „Слободе“ и сведока мале Иванке Милошевић у згради СНО у Чикагу на Вест Норт авенији бр. 3909, која је касније продата, а убиство под маском југословенске УДБАе никада није решено, судски и полицијски.
1988. године купљен је Дом у Елстон улици (садашње седиште СНО)
Током 1991. године СНО је организовала прикупљење помоћи српском народу у Отаџбини. Исте године је основана “SerbNet”, кровне информативне организације Срба у Америци.
1992. године СНО је активно учествовала у уједињењу Српске Православне цркве.
У периоду од 1992-1995. године редовно шаље помоћ српском народу Крајине и Босне и Херцеговине.
1993. године бачена је коктел-бомба на зграду СНО. Америчка полиција оценила је случај као злочин из мржње српских непријатеља
1999. године СНО је организоваала демонстрација у Вашингтону због бомбардовања Србије.
2000. године, након демократских проимена дошло је до прве званична посета СНО Отаџбини, након Немачке окупације 1941.
2014. године организована је прослава 100 година СНО у Америци.
СНО је организовала помоћ угроженом становништву Србије и Републике Српске услед катастрофалних поплава 2015. године.

## Активности

### Гроб Драже Михаиловића
Српска народна одбрана је 21. марта 2009. године расписала новчану награду у вредности од 100.000 америчких долара, особи која им достави податке о месту где се налази гроб ђенерала Драгољуба Драже Михаиловића.

## Фонд Михаило Пупин
Српска народна одбрана је 2004. године основала Фонд Михаило Пупин. Фонд донира 20 стипендија годишње, младим Србима у Сједињеним Америчким Државама.

## Часопис Слобода
Слобода је званичан часопис Српске народне одбране. Последњи број је изашао 10. августа 2011. године, и то је био 2028. број часописа. Један од уредника Слободе је био Драгиша Кашиковић.

## Сарадња
Српска народна одбрана сарађује са :
- Српском православном црквом
- Српским сабором Двери
- часописом Православље, званичним гласником СПЦ
- радиом Светигора
- међународном организацијом РАС
- покретом Чикашки Срби